# ميدان هبيما

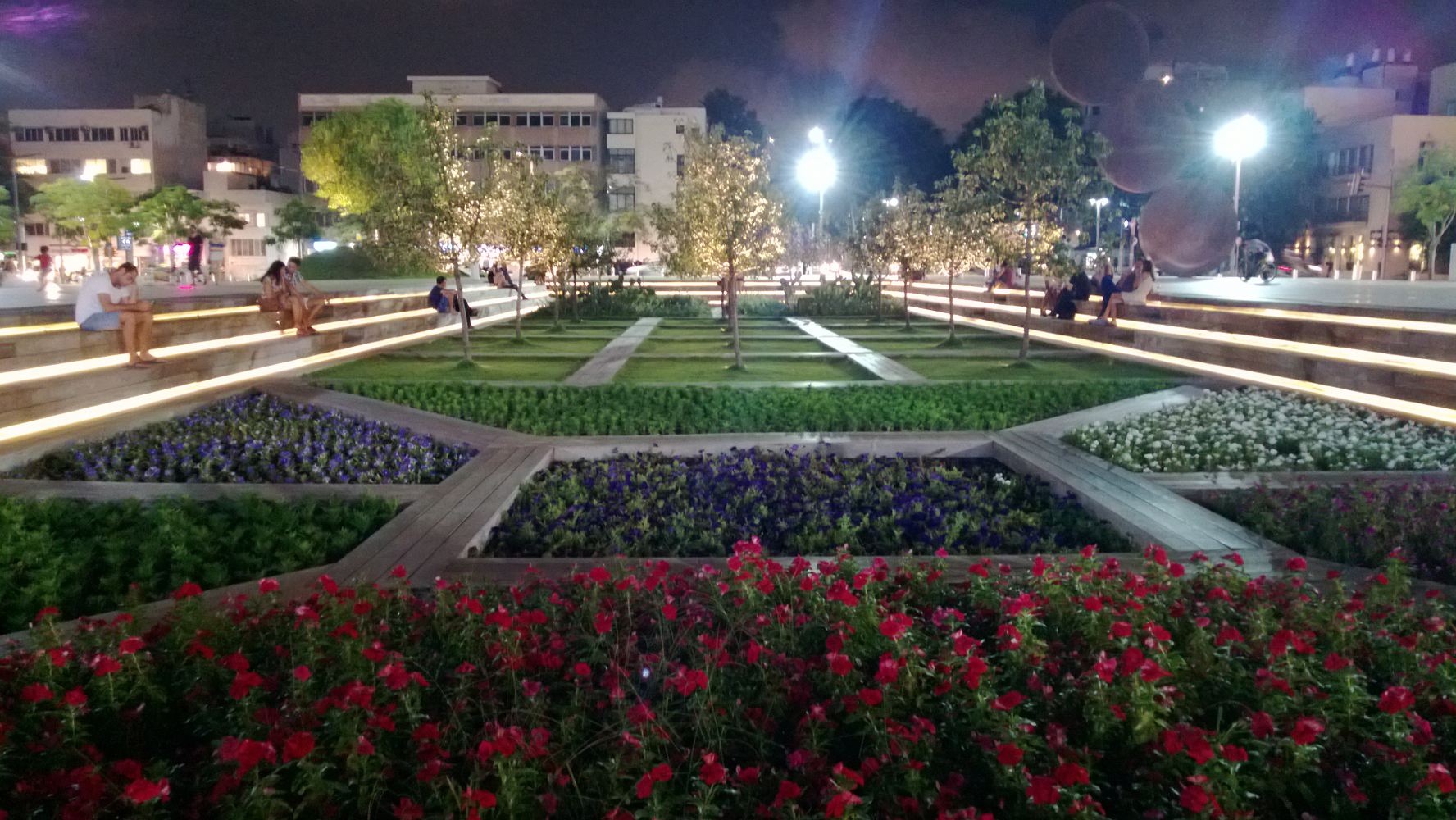
ميدان هبيما

ميدان هبيما (بالعبرية: כיכר הבימה‏) (ويعرف أيضا باسم ميدان أوركسترا بلازا) هو ميدان عام رئيسي في وسط تل أبيب إسرائيل، توجد به عدد من المؤسسات الثقافية الإسرائيلية مثل مسرح هبيما، وقاعة تشارلز برونفمان، ومعرض هيلينا روبنشتاين للفن المعاصر.
ويقع الميدان عند تقاطع شارع روتشيلد وشارع هن بوليفارد وشارع ديزنغوف وشارع بن صهيون.

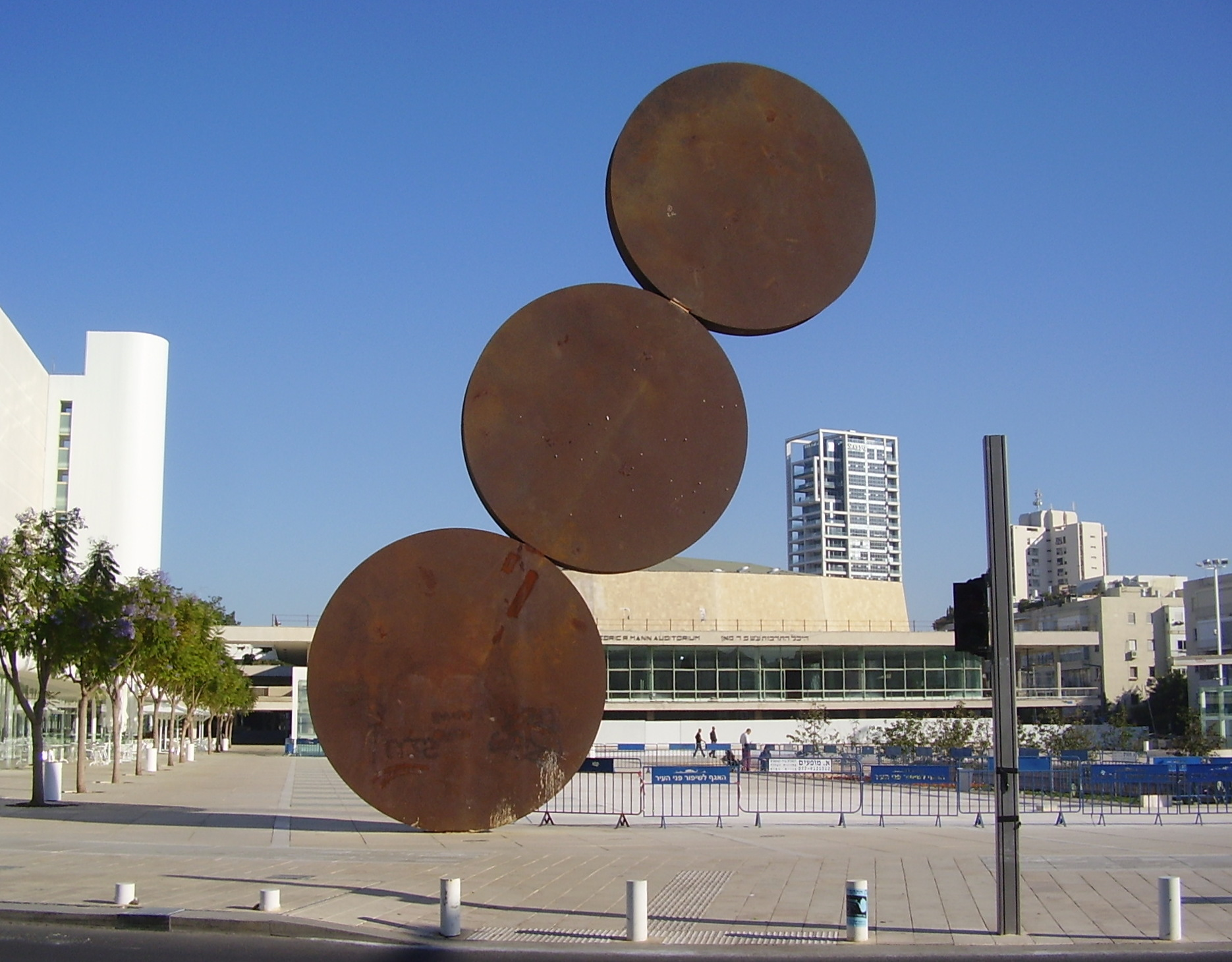
مفاجأة، ميناشي كاديشمان، 1967، وتظهر قاعة تشارلز برونفمان في الخلفية

## التاريخ
تم اقتراح فكرة إنشاء مركز ثقافي في الأصل في خطة جيدس، وهي أول خطة رئيسية لتل أبيب خطط لها باتريك جيدس في أواخر عشرينيات القرن الماضي. وتصور جيدس نوعًا من «الأكروبول» الحديث. وفي خطة جيدس سيكون هذا هو المركز الثقافي لتل أبيب، بينما سيكون ميدان ديزنغوف القريب مركزًا تجاريًا له طابع مختلف.
تم وضع حجر الأساس لمسرح هبيما عام 1935. وصمم المبنى من قبل المهندس المعماري أوسكار كوفمان على الطراز الدولي وانتهى البناء تماما عام 1945. وافتتح الميدان بجانب المسرح، وأضيفت المباني الإضافية بعد عقدين فقط. وبين ثلاثينيات وخمسينيات القرن الماضي، كانت المنطقة تضم حديقة تعليمية وحضانة حضرية، مع بستان من أشجار الجميز. واقتلعت معظم الأشجار في نهاية المطاف (مما تسبب في غضب عام) ولكن نقلت اثنتان من الأشجار إلى حديقة يعقوب.
وفي 28 يونيو 1948، بعد سبعة أسابيع من إعلان الاستقلال الإسرائيلي، كانت تل أبيب العاصمة الوطنية المؤقتة لإسرائيل بينما كانت القدس تحت الحصار. وفي هذا اليوم، أُعلن الجيش الإسرائيلي جيشًا وطنيًا، بحضور رئيس البلدية إسرائيل روكاح ووزير الخارجية موشيه شاريت في حفل أقيم في الميدان.

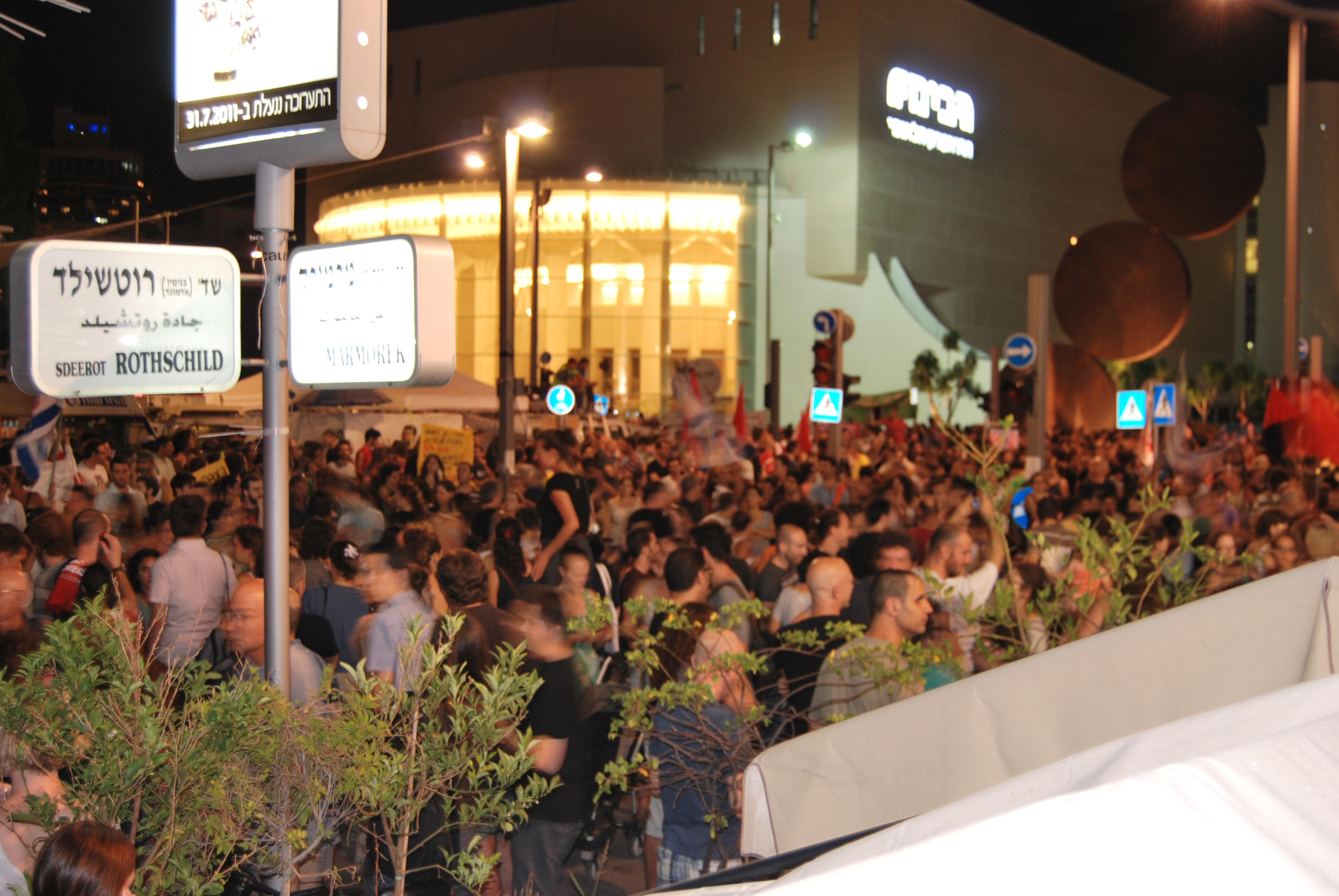
احتجاجات العدالة الاجتماعية في الميدان، 23 يوليو 2011

أنشأ معرض هيلينا روبنشتاين للفن المعاصر، الذي صممه المهندسون المعماريون دوف كرمي، وزئيف ريختر، ويعقوب ريختر، في عام 1952. وأنشات قاعة فريدريك آر مان وافتتحت في عام 1957، لتكون مقراً لأوركسترا إسرائيل الفيلهارمونية. ووعند تصميم القاعة، صمم موقف للسيارات تحت الأرض وساحة حضرية أيضًا، ولكن نظرًا لاعتبارات الميزانية، تم تطوير المنطقة الشمالية فقط من المجمع كساحة. وتم استخدام معظم مساحة المجمع كموقف مؤقت للسيارات.
بعد عام، أُعلن مسرح هبيما المسرح الوطني لإسرائيل. وهكذا زادت أهمية المجمع كمركز ثقافي وطني. وفي عام 1970، تم تجديد المسرح وتم بناء جدار حول الجانب الجنوبي الدائري من قاعة المدخل.
وفي يوليو 2011، كان الميدان نقطة محورية رئيسية في احتجاجات العدالة الاجتماعية في إسرائيل عام 2011، عندما نصبت دافني ليف خيمتها هناك، وتبعها مئات آخرون.
وأقيم حفل «السجادة البرتقالية» وحفل افتتاح مسابقة الأغنية الأوروبية 2019 في الميدان يوم 12 مايو 2019.

## التجديد
تم إطلاق عملية تجديد أكثر شمولاً من قبل المهندس المعماري داني كرافان في عام 2007، لتشمل كلاً من مسرح هبيما والميدان. وفي حين كان معظم المجمع يستخدم كموقف للسيارات، كان الهدف من التحديث الأخير هو بناء ساحة تحت الأرض، مما يسمح للمجمع بأن يكون بمثابة ساحة كبيرة. وفي 7 يونيو 2010، تم افتتاح «موقف الثقافة» تحت الأرض بمساحة 40.000 متر مربع و 1000 موقف للسيارات.
وفي سبتمبر 2010، تم الانتهاء من تجديد حديقة يعقوب. وتم هدم المنحدر المؤدي إلى الشرفة العلوية للحديقة وتم توصيل شارع تشين بالميدان. وتم الانتهاء من تجديد ميدان هبيما في يناير 2011، مع تجديد المجمع بأكمله في أبريل.

## خصائص العمارة
مباني ساحة هبيما هي جزء من مدينة تل أبيب البيضاء. وتم بناء المباني على الطراز الدولي، والعديد من المباني المحيطة بالميدان مصممة أيضًا على الطراز الدولي ويُحافظ عليها كجزء من التراث المعماري.